# Periclimenes sagittifer
Periclimenes sagittifer is een garnalensoort uit de familie van de steurgarnalen (Palaemonidae). De wetenschappelijke naam van de soort werd in 1861 voor het eerst geldig gepubliceerd door Norman.

## Beschrijving
Periclimenes sagittifer is een kleine garnaal met een lengte van 3 cm die alleen wordt aangetroffen in combinatie met zeeanemonen. Het transparante lichaam heeft blauwe of rode stippen, de ledematen hebben blauwe of rode banden, het tweede buiksegment heeft een langwerpige wit-roze dwarsstrook en het derde buiksegment heeft een wit-roze chevron die naar achteren wijst.